# Lygus varius
Lygus varius är en insektsart som beskrevs av Knight 1944. Lygus varius ingår i släktet Lygus och familjen ängsskinnbaggar. Inga underarter finns listade i Catalogue of Life.